# 135. brigada HV
135. brigada Hrvatske vojske osnovana je 30. listopada 1991. godine i bila je brigada Hrvatske vojske tijekom Domovinskog rata. U narodu je bila poznata pod imenom "Baranjska", jer su je pretežno sačinjavali tada prognani Baranjci. 

## Ratni put
Osnovicu brigade činio je Prvi baranjski bataljun osnovan 26. kolovoza, nekoliko dana nakon progona Baranjaca nakon okupacije velikosrbskih snaga i JNA.
Brigada drži položaje nadomak Osijeka u Baranji i tako čini sjevernu obranu grada. U dvodnevnim borbama 16. i 17. prosinca 1991. s dijelovima Specijalne policije „Orao“ Osijek, Bojna Frankopan, Riječnom ratnom flotilom i dijelovima  106. osječke brigade sudjeluju u akciji „Đavolja greda“.
Akcija je poduzeta nakon neprijateljskog izlaza na rijeku Dravu preko puta Nemetina i Luke tranzit, te zaustavljanja zauzimanja Tvrđavice i Podravlja, jer je neprijatelj prijetio zauzimanjem tih naselja, a gdje bio praktički centar grada Osijeka bio na dometu pješačkog oružja. Navedene snage su potisnule neprijatelja duboko u područje Kopačkog rita i preko „Stare Drave“, a nakon toga neprijatelj nije više poduzimao napadna djelovanja. Time je proširen mostobran na lijevoj obali Drave i olakšana obrana grada Osijeka i okolice. U oslobađanju je poginulo 8 hrvatskih branitelja, a akcija „Đavolja Greda“ (nazvana po tom dijelu Kopačkog rita)) pamti se kao prvi ofenzivni uspjeh hrvatskih postrojbi na istočnoslavonskom bojištu.
Kroz brigadu je prošlo 3500 vojnika uglavnom Baranjaca, od kojih je poginulo 47, a 158 je bilo ranjenih.
Krajem 1992. preustrojem 135. brigada prestaje postojati, a ustrojava se 9. domobranska pukovnija i 82. gardijska bojna „Baranjski banovi“.

## Odlikovanja
Brigada je odlikovana Redom Nikole Šubića Zrinskog za iskazano junaštvo njezinih pripadnika u Domovinskom ratu, a povodom 15. obljetnice Oružanih snaga Republike Hrvatske.

## Spomen
Ulica u središtu Darde nosi naziv Ulica 135. baranjske brigade.

## Vanjske poveznice
- https://www.radio-baranja.hr